# هالیوکس
هالیوکس (انگلیسی: Hollyoaks) یک مجموعه تلویزیونی احساسی بریتانیایی است که پخش آن از ۲۳ اکتبر ۱۹۹۵ میلادی آغاز شده و همچنان ادامه دارد.
این مجموعه تلویزیونی از کانال ۴ بریتانیا پخش می‌شود و تا ۲۲ فوریه ۲۰۱۹ میلادی، ۵٬۱۱۰ قسمت از آن به روی آنتن رفته‌است.